# Phyllophaga temora
Phyllophaga temora är en skalbaggsart som beskrevs av Saylor 1943. Phyllophaga temora ingår i släktet Phyllophaga och familjen Melolonthidae. Inga underarter finns listade i Catalogue of Life.